# Lorenzo Ruiz
Lorenzo Ruiz, född cirka 1600 i Binondo, Manila, Filippinerna, död 29 september 1637 i Nagasaki, Japan, var en filippinsk kristen martyr. Han är Filippinernas första helgonförklarade person. Tillsammans med sina fem följeslagare – Miguel de Aozaraza, Antonio Gonzalez, Guillermo Courtet, Vicente Shiwozuka de la Cruz och Lazaro av Kyoto – vördas han som helgon inom Romersk-katolska kyrkan. Hans helgondag firas den 28 september.
Lorenzo, som var lekman, följde med dominikanska missionärer till Japan, där det pågick omfattande förföljelser av kristna. Representanter för shogunatet Tokugawa krävde att de skulle förneka sin tro på Jesus Kristus. De vägrade och blev efter flera dagars tortyr, bland annat vattentortyr, avrättade. Lorenzos kropp brändes, och askan ströddes i Stilla havet.